# 200 리버티 스트리트
200 리버트 스트리트(200 Liberty Street) 또는 예전 명칭 원 월드 파이낸셜 센터(One World Financial Center)는 미국 뉴욕 로어맨해튼의 마천루이다. 1985년 세계 금융 센터 건물 중 하나로 지어졌다. 2014년 세계 금융 센터가 브룩필드 플레이스로 이름을 바꾸면서 이 건물의 이름도 바뀌었다.

## 같이 보기
- 세계 무역 센터 (1973년~2001년)
- 브룩필드 플레이스 (뉴욕)
- 뉴욕의 마천루 목록